# Mifeszt
A MI Ifjúsági Fesztivál (vagy röviden Mifeszt) Heves vármegye egyik legnagyobb könnyűzenei és kulturális rendezvénye, melyet minden év szeptemberében rendeznek meg Gyöngyösön.

## Története
Az egynapos fesztivál jellegű rendezvény célja hogy felhívja a figyelmet a Gyöngyösön és kistérségében élő fiatalokra, és igényeikre. Lehetőség nyílik az általuk képviselt különböző szubkultúrák találkozására, párhuzamosan zajló rock koncertek és ifjú disco-s tehetségek bemutatkozására is az állandó nagy fellépők mellett.

## További célok
A sokszínű és széles választékkal a fesztivál szervezői erősíteni kívánják a toleranciát, egymás kulturális értékeinek megismerését és elismerését. A szervezők bíznak abban, hogy a rendezvény a társadalmi összefogás egy következő lépése lehet.

## Mifeszt Ifjúsági Fesztivál 2009
2009. szeptember 12-én rendezték meg Gyöngyös első Ifjúsági Fesztiválját a Mifeszt-et. 
A fesztivál nagy sikere miatt, a szervezők eldöntötték, hogy évente megrendezésre kerül a Mifeszt Fesztivál.
Fellépők 2009-ben: Road, Shadowhistory, Kisvárosi Kép, Point of View, Newl, Flamemakers, Lipóczy&Bozóki, Tomy Montana, ezek mellett egész napos programok, gyermekprogramok, vetélkedők és egyéb kulturális események várták az ellátogató fesztiválozókat.

## Mifeszt 2010
A 2009-es fesztivál után, 2010. szeptember 18-án került megrendezésre a Mifeszt.
A második fesztivál szervezői a délelőtti programokat a kis és nagycsaládosoknak rendezték, kiváló családi programokkal, gyermekszínpaddal, bábszínházzal, sorversenyekkel, tűzoltóshow-val, és egy sztár fellépővel az Alma együttessel.
Újdonságként a fesztivál területén először Tuning Autótalálkozón is részt vehettek a fesztiválra ellátogatók.
A délutánt és az estét már az idősebb korosztály számára szervezték
Fellépők 2010-ben: Alma Együttes, MC/DC, Nagy Feró, Zoltán Erika, Magic Cats Rockabilly Trió, Belga, Skafunderz, Hamvai PG., Julian, Tomy Montana

## Mifeszt 3.0 – 2011
Immáron harmadjára megrendezett Ifjúsági Fesztivál Gyöngyösön.
Az előző fesztiválokhoz hasonlóan, a délelőtti programok a kis és nagycsaládosoké faMIly feszt néven.
Fellépők 2011-ben: Hip Hop Boyz, Sub Bass Monster, Paddy and the Rats, Zanzibar, Tankcsapda (nem jött el), Shadowhistory, SecondHand, No!End, Wallas, Tian, Newl, Tomy Montana
Idén először már Party Aréna várja a fesztiválon résztvevőket, a korábbi Party Sátrakkal szemben.
Újdonság a fesztiválon még az új helyszín is, ami ezentúl a Károly Róbert Főiskola új kollégiumának parkja lesz.